# Овсейко, Николай Сергеевич
Николай Сергеевич Овсейко (род. 22 августа 1954, Бельмачовка, Черниговская область) — советский и украинский художник, заслуженный художник Украины.

## Биография
Родился 22 августа 1954 года в селе Бельмачовка Черниговской области.
- 1969—1973 — учёба в Одесском театрально-художественном училище.
- 1975 — первое участие в выставках.
- 1993 — член Национального Союза художников Украины[1].

Участник международных, всеукраинских и региональных выставок.

## Персональные выставки
- 1994 — «Deutsche Industrische Bank» Berlin. Germany
- 1994 — «Digital Equipmqnt» Berlin. Germany
- 1997 — Персональная выставка. Одесский музей западного и восточного искусства. Одесса
- 1999 — Персональная выставка. Одесский археологический музей. Галерея «Амис». Одесса
- 2000 — Персональная выставка. Одесский муниципальный музей личных коллекций им. А. В. Блещунова
- 2006 — Персональная выставка. Художественная галерея ООО НСХУ.
- Персональные выставки в Днепропетровске (2011), Одессе (2010, 2012, 2021), г. Южный (2013).

С 2000 года участие в арт-фестивалях в городах Германии.
Работы хранятся в Музее современного искусства Одессы, Одесском художественном музее, Одесском литературном музее, Музее современного украинского искусства Корсаков (Луцк).

## Творчество
- Автор работ: "Забытое", "Когда мы были маленькими", "Цветы для любимой", "Калина", "Мотылек", "Утро", "Оркестр", "Между небом и землей", "Первый снег", "На белом свете", "Бурное море", "Колодец тетки Оксаны", "После штурма", "Сирень" и др.[1]

- Участвовал в создании кинолент: "Тайна", "Дубравка", "Поиск", "Золотые часы", "Всадники", "Включите северное сияние", "Ответная мера", "Хлеб детства моего", "Клоун", "Точка возврата", "Трест, который лопнул" и др.

## Награды
- Звание "Заслуженный художник Украины" (2018 г.)

- Премия имени Михаила Божия в номинации «Живопись» (2022 г.)